# Bang Tự do Mecklenburg-Schwerin
Bang Tự do Mecklenburg-Schwerin (tiếng Đức: Freistaat Mecklenburg-Schwerin) là một bang của Cộng hòa Weimar được thành lập vào ngày 14 tháng 11 năm 1918 sau khi Đại công tước Mecklenburg-Schwerin thoái vị sau Cách mạng Đức. Năm 1933, sau khi Đức Quốc Xã lên nắm quyền, bang này đã hợp nhất với Bang Tự do Mecklenburg-Strelitz nhỏ hơn lân cận để thành lập bang thống nhất Mecklenburg mới vào ngày 1 tháng 1 năm 1934.